# Abbot (Maine)
Abbot es un pueblo ubicado en el condado de Piscataquis en el estado estadounidense de Maine. En el Censo de 2010 tenía una población de 714 habitantes y una densidad poblacional de 7,72 personas por km².

## Geografía
Abbot se encuentra ubicado en las coordenadas 45°11′36″N 69°29′34″O / 45.19333, -69.49278. Según la Oficina del Censo de los Estados Unidos, Abbot tiene una superficie total de 92.46 km², de la cual 89.43 km² corresponden a tierra firme y (3.27%) 3.03 km² es agua.

## Demografía
Según el censo de 2010, había 714 personas residiendo en Abbot. La densidad de población era de 7,72 hab./km². De los 714 habitantes, Abbot estaba compuesto por el 98.32% blancos, el 0.14% eran afroamericanos, el 0.14% eran amerindios, el 0.14% eran asiáticos, el 0% eran isleños del Pacífico, el 0% eran de otras razas y el 1.26% pertenecían a dos o más razas. Del total de la población el 0.56% eran hispanos o latinos de cualquier raza.